# Sulimierz (gromada)
Sulimierz – dawna gromada, czyli najmniejsza jednostka podziału terytorialnego Polskiej Rzeczypospolitej Ludowej w latach 1954–1972.
Gromady, z gromadzkimi radami narodowymi (GRN) jako organami władzy najniższego stopnia na wsi, funkcjonowały od reformy reorganizującej administrację wiejską przeprowadzonej jesienią 1954 do momentu ich zniesienia z dniem 1 stycznia 1973, tym samym wypierając organizację gminną w latach 1954–1972.
Gromadę Sulimierz z siedzibą GRN w Sulimierzu utworzono – jako jedną z 8759 gromad na obszarze Polski – w powiecie myśliborskim w woj. szczecińskim na mocy uchwały nr V/47/54 WRN w Szczecinie z dnia 5 października 1954. W skład jednostki weszły obszary dotychczasowych gromad Giżyn, Rokitno i Sulimierz ze zniesionej gminy Nowogródek Pomorski oraz obszar dotychczasowej gromady Prądnik ze zniesionej gminy Myślibórz w tymże powiecie. Dla gromady ustalono 15 członków gromadzkiej rady narodowej.
Gromadę zniesiono 1 stycznia 1972, a jej obszar włączono do gromad Nowogródek Pomorski (miejscowości Bielinki, Giżyn, Rokitno i Słocino) i Myślibórz (miejscowości Prądnik, Chełmsko, Czyżykowo, Dzierzgów, Grządziele, Jezierzyska, Krężel, Odolanów, Rokicienko, Sulimierz i Szypuły) w tymże powiecie.